# Belgisch zaalvoetbalteam (vrouwen)
Het Belgisch zaalvoetbalteam voor vrouwen is een team van zaalvoetbalsters dat België vertegenwoordigt in internationale wedstrijden. Hun bijnaam is de Black Flames.
Ze konden zich nog nooit kwalificeren voor de eindronde van een kampioenschap.

## Prestaties op eindrondes
Voor het Europees kampioenschap wisten de Belgen zich nog nooit te kwalificeren, voor het wereldkampioenschap deden ze nog nooit mee aan de kwalificaties.

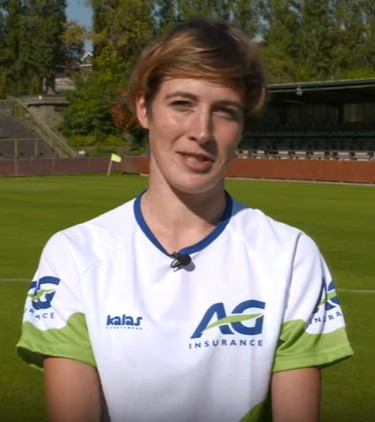
Imke Courtois is een van de boegbeelden van het zaalvoetbalteam.

| Jaar   | Ronde               | Wed.                | W                   | G                   | V                   | D+                  | D+                  |
| ------ | ------------------- | ------------------- | ------------------- | ------------------- | ------------------- | ------------------- | ------------------- |
| 2019   | Niet gekwalificeerd | Niet gekwalificeerd | Niet gekwalificeerd | Niet gekwalificeerd | Niet gekwalificeerd | Niet gekwalificeerd | Niet gekwalificeerd |
| 2022   | Niet gekwalificeerd | Niet gekwalificeerd | Niet gekwalificeerd | Niet gekwalificeerd | Niet gekwalificeerd | Niet gekwalificeerd | Niet gekwalificeerd |
| 2023   | Niet gekwalificeerd | Niet gekwalificeerd | Niet gekwalificeerd | Niet gekwalificeerd | Niet gekwalificeerd | Niet gekwalificeerd | Niet gekwalificeerd |
| Totaal | 0/3                 | 0                   | 0                   | 0                   | 0                   | 0                   | 0                   |

## Selecties

### Huidige spelers
Interlands en doelpunten bijgewerkt tot en met de wedstrijd tegen en in Gibraltar op 14 mei 2022.
| Nr. | Naam                      | Wed. | Dlpnt. |
| --- | ------------------------- | ---- | ------ |
|     | Sara Bakar                | 3    | 0      |
|     | Imke Courtois             | 11   | 2      |
|     | Ahlopey Deneire           | 4    | 0      |
|     | Matilde Drumont           | 8    | 3      |
|     | Justine Gomboso           | 7    | 6      |
|     | Zélie Lambert             | 11   | 0      |
|     | Lauren Meyers             | 8    | 1      |
|     | Melinda Nuhiji            | 0    | 0      |
|     | Marieke Peeters           | 8    | 1      |
|     | Nena Suet                 | 4    | 0      |
|     | Tinne Van Den Bergh       | 3    | 1      |
|     | Lies Van Hamme            | 3    | 0      |
|     | Tine Van Roie             | 8    | 3      |
|     | Chiara Wielockx           | 3    | 1      |
|     | Sarah Da Cruz Carvalho    | 0    | 0      |
|     | Estelle Loos              | 0    | 0      |
|     | Celine Verdonck           | 0    | 0      |
|     | Pauline Taquet            | 1    | 1      |
|     | Firdes Necipoglu          | 3    | 0      |
|     | Teslime Karahisarlı       | 0    | 0      |
|     | Morgane Wijns             | 1    | 0      |
|     | Joyca Vandenbergen        | 0    | 0      |
|     | Syrine Bouccekine         | 0    | 0      |
|     | Marine Rosala             | 4    | 0      |
|     | Camille Vanhoorne-Ramboer | 0    | 0      |
|     | Lina Meeuwis              | 1    | 0      |
|     | Zarah Taillieu            | 1    | 0      |
|     | Chelsea Godier            | 1    | 0      |

## Interlands
De interlands in de onderstaande tabellen zijn wedstrijden van vriendschappelijke ontmoetingen of toernooien tot ± 12 maanden geleden. Ook de toekomstige interlands zijn hier te vinden.
| Datum      | Competitie        | Tegenstander | Locatie                             | Uitslag | Doelpuntenmakers |
| ---------- | ----------------- | ------------ | ----------------------------------- | ------- | --- |
| 10-10-2021 | Vriendschappelijk | Nederland    | KNVB Campus, Zeist                  | 1 – 2   | 3' Kortlever 1-0, 14' Rosala 1-1, 39' Rosala 1-2 |
| 21-10-2021 | EK-kwalificatie   | Finland      | SC Bosko-Arena, Lviv                | 3 – 0   | 12' Jokisalo 1-0, 18' Ylikraka 2-0, 33' Ylikraka 3-0 |
| 22-10-2021 | EK-kwalificatie   | Oekraïne     | SC Bosko-Arena, Lviv                | 7 – 0   | 7' Forsiuk 1-0, 16' Forsiuk 2-0, 18' Sydorenko 3-0, 26' Shulha 4-0, 34' Klipachenko 5-0, 34' Dubytska 6-0, 36' Dubytska 7-0 |
| 24-10-2021 | EK-kwalificatie   | Tsjechië     | SC Bosko-Arena, Lviv                | 3 – 0   | 16' Courtois 1-0, 32' Wielockx 2-0, 40' Van Den Bergh 3-0 |
| 01-05-2022 | Vriendschappelijk | Nederland    | KNVB Campus, Zeist                  | 5 – 2   | 8' Drost 1-0, 9' Hand 2-0, 18' Meyers 2-1, 20' Hand 3-1, 25' Hand 4-1, 31' Drost 5-1, 37' Suet 5-2 |
| 11-05-2022 | EK-kwalificatie   | Moldavië     | Tercentenary Sports Hall, Gibraltar | 12 – 1  | 2' Van Roie 1-0, 7' Van Den Bergh 2-0, 8' Gomboso 3-0, 12' Drumont 4-0, 14' Wielockx 5-0, 25' Gomboso 6-0, 26' Van Roie 7-0, 33' Wielockx 8-0, 35' Van Den Bergh 9-0, 36' Birca 9-1, 37' Peeters 10-1, 38' Van Roie 11-1, 39' Gomboso 12-1 |
| 12-05-2022 | EK-kwalificatie   | Slowakije    | Tercentenary Sports Hall, Gibraltar | 1 – 1   | 3' Hankova 1-0, 33' Drumont 1-1 (pen.) |
| 14-05-2022 | EK-kwalificatie   | Gibraltar    | Tercentenary Sports Hall, Gibraltar | 4 – 6   | 1' Gilbert 1-0, 8' Gomboso 1-1, 11' Garcia 1-2 (e.d.), 17' Gomboso 1-3, 22' Salah El-Din 2-3, 23' Van Den Bergh 2-4, 32' Mascarenhas-Olivero 3-4, 34' Karp 4-4, 35' Drumont 4-5, 40' Gomboso 4-6                                           |